# Associação Esportiva Independente
A Associação Esportiva Independente, é uma agremiação esportiva da cidade de Macaé, no Estado do Rio de Janeiro, fundada em 29 de dezembro de 1992 e suas cores são o Azul, Branco e Preto.

## História

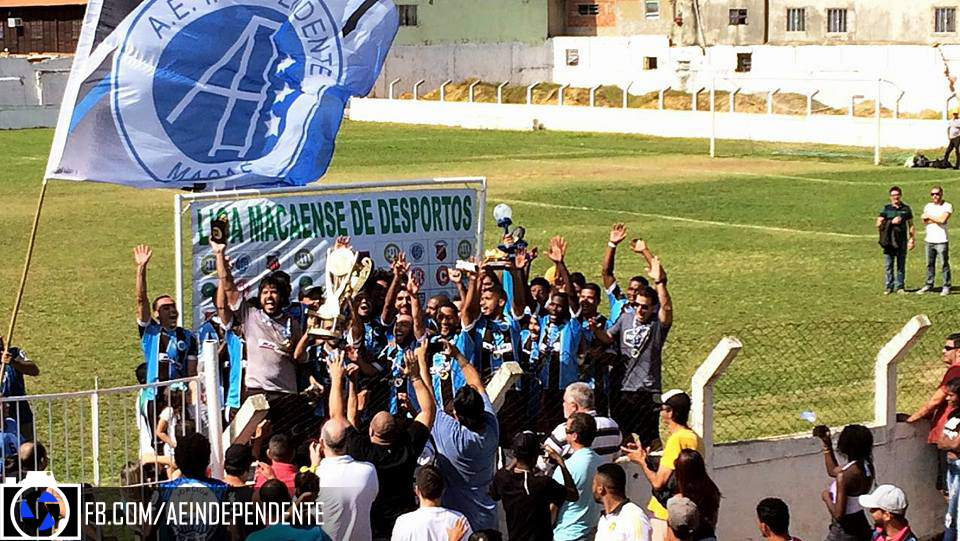
Time Campeão Macaense 2017

A Associação Esportiva Independente, porpulamente mais conhecida como Independente, foi criada em 29 de Dezembro de 1992, pelo seu então fundador e atual presidente de honra, Wanderson Agostinho. Inicialmente como clube amador, o Independente começou a competir no mesmo ano de sua fundação, quando disputou um torneio organizado pela Liga Macaense de Desportos. Nessa competição, o clube disputou o campeonato na categoria Adulto. Os primeiros títulos vieram no inicio dos anos 2000, após anos disputando o campeonato amador da cidade de Macaé/RJ. Em 2000 ocorreu à profissionalização do clube e logo na sua primeira temporada, conquistou o titulo do Campeonato Carioca Série C, sob o comando do Técnico Jeová Ferreira (ex- jogador de clubes brasileiros como o Fluminense, Náutico, Paraná Clube e Seleção Brasileira Juvenil), alcançando assim o tão desejado acesso a Série B do campeonato carioca.
Mas o ano seguinte não foi favorável e o independente veio a cair no final do campeonato estadual da Série B do ano de 2001, voltando assim a disputar o campeonato Macaense amador no mesmo ano, onde se sagra pela primeira vez o Campeão Macaense de Futebol, e no ano seguinte conquista o bicampeonato municipal.
Volta a disputar o Campeonato Carioca da Série C novamente em 2004, onde consegue novamente o acesso a Série B após o vice-campeonato, com uma derrota na final para o time CFZ do Rio (o time do Zico), após uma campanha invicta até o momento.
Vendo a ascensão do seu então rival amador, Botafogo de Macaé, atual Macaé Esporte Futebol Clube, o Independente se vê incapaz de seguir nos campeonatos cariocas seguintes por falta de investimento e se retira de vez da competição, focando somente nos campeonatos amadores da região.
Em 18 de Novembro de 2004 é criado o homônimo Independente Esportes Clube Macaé, que substitui o clube nas competições da FFERJ. Mais tarde, em 2009, tal clube é vendido a um grupo de investidores e se torna o atual Serra Macaense Futebol Clube. 
Após anos de participações na Liga Macaense, o Independente volta a ser campeão nos anos de 2012, 2016, 2017, e 2018, sagrando-se Hexa-Campeão macaense e se firmando como um dos maiores clubes da cidade de Macaé.
Em 2021 o Independente voltou novamente para a disputa da Série C, onde terminou na quinta colocação.

## Sedes e estádios

### Estádio do Expedicionário
Atualmente o Estádio Expedicionário é o local onde o Independente manda suas partidas de futebol.

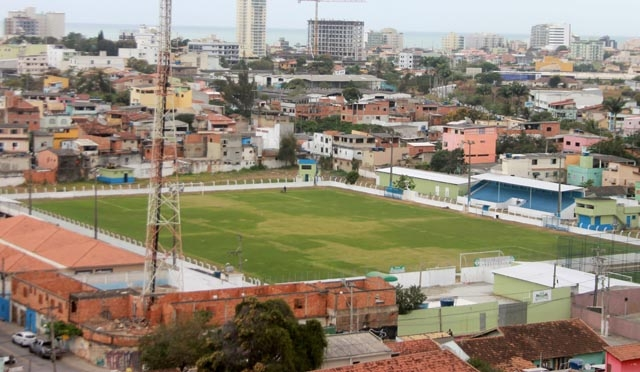
Estádio do Expedicionário

## Torcida

### Império do Danone
Torcida Criada em 1 de Março 2016, pelo fundador Juper Ribeiro. Associada por amigos e parentes dos jogadores que se reúnem para ver os jogos.

### Tocida Jovem Independente
A primeira torcida, Criada em 2000, atualmente extinta.

## Títulos
| Estaduais | Estaduais                       | Estaduais | Estaduais  |
|           | Competição                      | Títulos   | Temporadas |
| --------- | ------------------------------- | --------- | ---------- |
|           | Campeonato Carioca - 3° divisão | 1         | 2000       |

### Outros Títulos
- Campeonato Macaense de Futebol Amador: 2001, 2002, 2012, 2016, 2017 e 2018
- Taça Macaé: 2015

### Campanhas de Destaque
Vice-Campeão Carioca da 3º Divisão: 2004

## Estatísticas

### Participações
|  | Participações em 2021 |

| Competição          | Temporadas | Melhor campanha    | Estreia | Última | P | R |
| ------------------- | ---------- | ------------------ | ------- | ------ | - | - |
| Série B2 do Carioca | 3          | Campeão (2000)     | 2000    | 2018   | 2 | – |
| Série C do Carioca  | 1          | 5º colocado (2021) | 2021    | 2021   | – |   |